# Kakegurui – Szał hazardu
Kakegurui – Szał hazardu (jap. 賭ケグルイ Kakegurui) – shōnen-manga napisana przez Homurę Kawamoto z ilustracjami Tōru Naomury, publikowana na łamach magazynu „Gekkan Gangan Joker” wydawnictwa Square Enix od marca 2014. Prequel, stanowiący spin-off serii, zatytułowany Kakegurui Twin, ukazywał się w tym samym magazynie od września 2015 do maja 2023.
Na podstawie mangi studio MAPPA zrealizowało 2 sezony anime. Pierwszy sezon emitowany był od lipca do września 2017 roku, natomiast jego sequel, zatytułowany Kakegurui ××, od stycznia do marca 2019 roku.
Manga w Polsce jest wydawana przez wydawnictwo Waneko. Obie serie anime dostępne są z polskim opracowaniem w serwisie Netflix.

## Fabuła
Bohaterką mangi i anime jest Yumeko Jabami – piękna, wesoła i inteligentna uczennica, która przenosi się do słynnej, prywatnej Akademii Hyakkao. Rządzi w niej samorząd uczniowski poprzez hazard. Niepohamowana regułami ani logiką, z wyjątkową zdolnością obserwowania oszustw hazardowych, Yumeko szybko zakłóca hierarchię szkoły, przyciągając uwagę rady uczniowskiej, która gorączkowo próbuje ją powstrzymać.

## Bohaterowie
- Yumeko Jabami (jap. 蛇喰 夢子 Jabami Yumeko)

Seiyū: Saori Hayami (japoński), Angelika Kurowska (polski)
- Mary Saotome (jap. 早乙女 芽亜里 Saotome Meari)

Seiyū: Minami Tanaka (japoński), Martyna Kowalik (polski)
- Ryota Suzui (jap. 鈴井 涼太 Suzui Ryōta)

Seiyū: Tatsuya Tokutake (japoński), Bartosz Bednarski (polski)
- Itsuki Sumeragi (jap. 皇 伊月 Sumeragi Itsuki)

Seiyū: Yūki Wakai (japoński), Małgorzata Gradkowska (polski)
- Yuriko Nishinotōin (jap. 西洞院 百合子 Nishinotōin Yuriko)

Seiyū: Karin Nanami (japoński), Anna Szpaczyńska (polski)
- Midari Ikishima (jap. 生志摩 妄 Ikishima Midari)

Seiyū: Mariya Ise (japoński), Marta Dobecka (polski)
- Yumemi Yumemite (jap. 夢見弖 ユメミ Yumemite Yumemi)

Seiyū: Yū Serizawa (japoński), Katarzyna Domalewska, Aleksandra Kowalicka (polski)
- Kaede Manyūda (jap. 豆生田 楓 Manyūda Kaede)

Seiyū: Tomokazu Sugita (japoński), Kamil Pruban (polski)
- Sayaka Igarashi (jap. 五十嵐 清華 Igarashi Sayaka)

Seiyū: Ayaka Fukuhara (japoński), Małgorzata Kozłowska (polski)
- Runa Yomozuki (jap. 黄泉月 るな Yomozuki Runa)

Seiyū: Mayu Udono (japoński), Karolina Bacia (polski)
- Kirari Momobami (jap. 桃喰 綺羅莉 Momobami Kirari)

Seiyū: Miyuki Sawashiro (japoński), Agata Góral (polski)
- Ririka Momobami (jap. 桃喰 リリカ Momobami Ririka)

Seiyū: Miyuki Sawashiro (japoński), Agata Góral, Zuzanna Galia, Joanna Pach (polski)

## Manga
Rozdziały mangi autorstwa Homury Kawamoto oraz Tōru Naomury publikowane są w magazynie „Gekkan Gangan Joker” wydawnictwa Square Enix od 22 marca 2014. Pierwszy tankōbon ukazał się 22 października 2014, według zaś stanu na 22 lipca 2023, do tej pory opublikowano 17 tomów.
19 czerwca 2019 wydanie mangi w Polsce zapowiedziało Waneko, premiera odbyła się zaś 20 września tego samego roku.
| Nr | Język japoński       | Język japoński         | Język polski      | Język polski           |
| Nr | Data wydania         | ISBN                   | Data wydania      | ISBN                   |
| -- | -------------------- | ---------------------- | ----------------- | ---------------------- |
| 1  | 22 października 2014 | ISBN 978-4-7575-4449-9 | 20 września 2019  | ISBN 978-83-8096-717-5 |
| 2  | 22 grudnia 2014      | ISBN 978-4-7575-4510-6 | 20 listopada 2019 | ISBN 978-83-8096-718-2 |
| 3  | 22 czerwca 2015      | ISBN 978-4-7575-4672-1 | 20 stycznia 2020  | ISBN 978-83-8096-719-9 |
| 4  | 22 grudnia 2015      | ISBN 978-4-7575-4837-4 | 20 marca 2020     | ISBN 978-83-8096-720-5 |
| 5  | 21 maja 2016         | ISBN 978-4-7575-4983-8 | 22 maja 2020      | ISBN 978-83-8096-721-2 |
| 6  | 22 lutego 2017       | ISBN 978-4-7575-5251-7 | 20 lipca 2020     | ISBN 978-83-8096-722-9 |
| 7  | 22 czerwca 2017      | ISBN 978-4-7575-5382-8 | 21 września 2020  | ISBN 978-83-8096-723-6 |
| 8  | 22 sierpnia 2017     | ISBN 978-4-7575-5448-1 | 20 stycznia 2021  | ISBN 978-83-8096-724-3 |
| 9  | 27 stycznia 2018     | ISBN 978-4-7575-5594-5 | 22 marca 2021     | ISBN 978-83-8096-725-0 |
| 10 | 22 sierpnia 2018     | ISBN 978-4-7575-5816-8 | 20 maja 2021      | ISBN 978-83-8096-726-7 |
| 11 | 22 marca 2019        | ISBN 978-4-7575-6000-0 | 20 lipca 2021     | ISBN 978-83-8096-727-4 |
| 12 | 21 grudnia 2019      | ISBN 978-4-7575-6437-4 | 21 września 2021  | ISBN 978-83-8096-728-1 |
| 13 | 22 czerwca 2020      | ISBN 978-4-7575-6703-0 | 22 listopada 2021 | ISBN 978-83-8242-167-5 |
| 14 | 22 lutego 2021       | ISBN 978-4-7575-7101-3 | 20 stycznia 2022  | ISBN 978-83-8242-168-2 |
| 15 | 21 listopada 2021    | ISBN 978-4-7575-7533-2 | 22 marca 2022     | ISBN 978-83-8242-169-9 |
| 16 | 22 września 2022     | ISBN 978-4-7575-8147-0 | 21 marca 2023     | ISBN 978-83-8242-170-5 |
| 17 | 22 lipca 2023        | ISBN 978-4-75-758674-1 | 15 marca 2024     | ISBN 978-83-8242-705-9 |

### Spin-offy
Spin-off serii zilustrowany przez Keia Saikiego, zatytułowany Kakegurui Twin (jap. 賭ケグルイ 双－ツイン－ Kakegurui tsuin), ukazywał w magazynie „Gekkan Gangan Joker” od 19 września 2015 do 22 maja 2023. Całość została zebrana w 14 tankōbonach, wydawanych między 22 grudnia 2015 a 22 lipca 2023.
Premiera polskiego wydania odbyła się 21 marca 2024.
| Nr | Język japoński       | Język japoński         | Język polski      | Język polski           |
| Nr | Data wydania         | ISBN                   | Data wydania      | ISBN                   |
| -- | -------------------- | ---------------------- | ----------------- | ---------------------- |
| 1  | 22 grudnia 2015      | ISBN 978-4-7575-4838-1 | 21 marca 2024     | ISBN 978-83-8242-707-3 |
| 2  | 21 maja 2016         | ISBN 978-4-7575-4984-5 | 21 maja 2024      | ISBN 978-83-8242-708-0 |
| 3  | 22 lutego 2017       | ISBN 978-4-7575-5252-4 | 19 lipca 2024     | ISBN 978-83-8242-709-7 |
| 4  | 22 czerwca 2017      | ISBN 978-4-7575-5383-5 | 20 września 2024  | ISBN 978-83-8242-710-3 |
| 5  | 22 lipca 2017        | ISBN 978-4-7575-5414-6 | 20 listopada 2024 | ISBN 978-83-8242-711-0 |
| 6  | 27 stycznia 2018     | ISBN 978-4-7575-5595-2 | 20 stycznia 2025  | ISBN 978-83-8242-712-7 |
| 7  | 22 sierpnia 2018     | ISBN 978-4-7575-5817-5 | 20 marca 2025     | ISBN 978-83-8242-713-4 |
| 8  | 22 marca 2019        | ISBN 978-4-7575-6064-2 | 20 maja 2025      | ISBN 978-83-8242-714-1 |
| 9  | 21 grudnia 2019      | ISBN 978-4-7575-6438-1 | 22 lipca 2025     | ISBN 978-83-8242-715-8 |
| 10 | 22 czerwca 2020      | ISBN 978-4-7575-6704-7 | —                 |                        |
| 11 | 22 lutego 2021       | ISBN 978-4-7575-7102-0 | —                 |                        |
| 12 | 21 października 2021 | ISBN 978-4-7575-7534-9 | —                 |                        |
| 13 | 22 września 2022     | ISBN 978-4-7575-8148-7 | —                 |                        |
| 14 | 22 lipca 2023        | ISBN 978-4-75-758675-8 | —                 |                        |

Komediowy spin-off w formacie yonkoma, napisany przez Kawamoto i zilustrowany przez Taku Kawamurę, zatytułowany Kakegurui (Kakkokari), był wydawany w czasopiśmie „Gekkan Gangan Joker” od 22 grudnia 2016 do 22 września 2022. Seria została zebrana w 10 tankōbonach, opublikowanych między 22 czerwca 2017 a 22 lipca 2023.
| Nr | Data wydania (język japoński) | ISBN (język japoński)  |
| -- | ----------------------------- | ---------------------- |
| 1  | 22 czerwca 2017               | ISBN 978-4-7575-5384-2 |
| 2  | 22 sierpnia 2017              | ISBN 978-4-7575-5449-8 |
| 3  | 27 stycznia 2018              | ISBN 978-4-7575-5596-9 |
| 4  | 22 sierpnia 2018              | ISBN 978-4-7575-5818-2 |
| 5  | 22 marca 2019                 | ISBN 978-4-7575-6065-9 |
| 6  | 21 grudnia 2019               | ISBN 978-4-7575-6439-8 |
| 7  | 22 czerwca 2020               | ISBN 978-4-7575-6705-4 |
| 8  | 22 lutego 2021                | ISBN 978-4-7575-7103-7 |
| 9  | 21 października 2021          | ISBN 978-4-7575-7535-6 |
| 10 | 22 lipca 2023                 | ISBN 978-4-7575-8676-5 |

Kolejny spin-off, zatytułowany Kakegurui Midari, który koncentruje się na postaci Midari Ikishimy, został napisany przez Kawamoto i zilustrowany przez Yūichiego Hiiragiego. Ukazywał się w aplikacji „Manga Up!” od 21 lutego 2017 do 19 maja 2020. Wydawnictwo Square Enix zebrało jego rozdziały w 4 tankōbonach, wydanych między 22 lipca 2017 a 22 czerwca 2020.
| Nr | Data wydania (język japoński) | ISBN (język japoński)  |
| -- | ----------------------------- | ---------------------- |
| 1  | 22 lipca 2017                 | ISBN 978-4-7575-5415-3 |
| 2  | 27 stycznia 2018              | ISBN 978-4-7575-5597-6 |
| 3  | 22 sierpnia 2018              | ISBN 978-4-7575-5819-9 |
| 4  | 22 czerwca 2020               | ISBN 978-4-7575-6706-1 |

## Anime
Na podstawie mangi studio MAPPA wyprodukowało telewizyjny serial anime, który był emitowany od 1 lipca do 23 września 2017 w Tokyo MX, MBS i innych stacjach. Reżyserią zajął się Yūichirō Hayashi, scenariuszem Yasuko Kobayashi, a projektami postaci Manabu Akita. Muzykę do serialu skomponował zespół TECHNOBOYS PULCRAFT GREEN-FUND. Seria liczyła 12 odcinków.
6 czerwca 2018 zapowiedziano powstanie drugiego sezonu. 12-odcinkowa seria, zatytułowana Kakegurui ××, była emitowana od 8 stycznia do 26 marca 2019 w MBS, TV Aichi i innych stacjach. Kiyoshi Matsuda dołączył do Yūichirō Hayashiego na stanowisku reżysera, a reszta członków ekipy produkcyjnej powróciła do prac nad serialem. 
Prawa do dystrybucji obu sezonów nabył Netflix.

### Ścieżka dźwiękowa
| Nr             | Tytuł                 | Wykonawcy    | Źródło   |
| Czołówka       | Czołówka              | Czołówka     | Czołówka |
| -------------- | --------------------- | ------------ | -------- |
| 1              | „Deal with the Devil” | Tia          | [ 91 ]   |
| 2              | „Kono Yubi Tomare”    | Junna        | [ 92 ]   |
| Napisy końcowe |                       |              |          |
| 1              | „LAYon-theLINE”       | D-Selections | [ 91 ]   |
| 2              | „AlegriA”             | D-Selections | [ 86 ]   |

### Lista odcinków

#### Sezon 1
| №  | #  | Tytuł                                                              | Premiera         |
| -- | -- | ------------------------------------------------------------------ | ---------------- |
| 1  | 1  | Nowa o imieniu Yumeko Jabami Yumeko to iu on’na (蛇喰夢子という女) | 1 lipca 2017     |
| 2  | 2  | Cieniaska Tsumannai on’na (つまんない女)                           | 8 lipca 2017     |
| 3  | 3  | Wąskooka Itome no on’na (糸目の女)                                 | 15 lipca 2017    |
| 4  | 4  | Maskotka Kachiku ni natta on’na (家畜になった女)                   | 22 lipca 2017    |
| 5  | 5  | Przemieniona w człowieka Ningen ni natta on’na (人間になった女)    | 29 lipca 2017    |
| 6  | 6  | Zaproszenie Sasou on’na (誘う女)                                   | 12 sierpnia 2017 |
| 7  | 7  | Odmawiające Kyozetsu suru on’na-tachi (拒絶する女たち)             | 19 sierpnia 2017 |
| 8  | 8  | Tańcząca miłością Aiodoru on’na (愛踊る女)                         | 26 sierpnia 2017 |
| 9  | 9  | Marzycielka Yumemiru on’na (夢見る女)                              | 2 września 2017  |
| 10 | 10 | Ta, która wybrała Sentaku suru on’na (選択する女)                  | 9 września 2017  |
| 11 | 11 | Ryzykująca życie Jinsei o kakeru on’na (人生を賭ける女)            | 16 września 2017 |
| 12 | 12 | Nałogowa hazardzistka Kakegurui no on’na (賭ケグルイの女)          | 23 września 2017 |

#### Sezon 2
| №  | #  | Tytuł                                                                             | Premiera         |
| -- | -- | --------------------------------------------------------------------------------- | ---------------- |
| 13 | 1  | Nałogowe hazardzistki: Powrót Futatabi kakeguru’u onna-tachi (再ビ賭ケ狂ウ女タチ) | 8 stycznia 2019  |
| 14 | 2  | Te z klanu Momobami Momobami ichizoku no onna-tachi (百喰一族の女たち)            | 15 stycznia 2019 |
| 15 | 3  | Nietykalna Kono onna fureru bekarazu (この女触れるべからず)                       | 22 stycznia 2019 |
| 16 | 4  | Połączone Tsūjiru onna-tachi (通じる女たち)                                       | 29 stycznia 2019 |
| 17 | 5  | Ta, która się zmienia Kawaru on’na (かわる女)                                     | 5 lutego 2019    |
| 18 | 6  | Hollywoodzka gwiazda Hariuddo sutā no on’na (ハリウッドスターの女)                | 12 lutego 2019   |
| 19 | 7  | Nielojalna Uragiri no on’na (裏切りの女)                                          | 19 lutego 2019   |
| 20 | 8  | Niepokonana Makenai on’na (負けない女)                                            | 26 lutego 2019   |
| 21 | 9  | Ta, która zawsze jest obok Hata no on’na (傍の女)                                 | 5 marca 2019     |
| 22 | 10 | Logiczna Ri no on’na (理の女)                                                     | 12 marca 2019    |
| 23 | 11 | Napiętnowana Batsu o seou on’na (×を背負う女)                                     | 19 marca 2019    |
| 24 | 12 | Ta, która jest zerem Rei no on’na (零の女)                                        | 26 marca 2019    |

### Wersja polska
5 sierpnia 2022 roku oba sezony serialu został zaktualizowane o polski dubbing.
Wersja polska: IYUNO•SDI GROUP WARSZAWA
Dialogi: Katarzyna Raduszyńska
Reżyseria: Adam Łonicki
Obsada:
- Angelika Kurowska – Yumeko Jabami
- Bartosz Bednarski – Ryōta Suzui
- Kamil Pruban – Kaede Manyūda (w niektórych odcinkach błędnie przypisany Szymon Mysłakowski)
- Martyna Kowalik – Mary Saotome
- Marta Dobecka – Midari Ikishima
- Małgorzata Gradkowska – Itsuki Sumeragi
- Katarzyna Domalewska – Yumemi Yumemite (poza odc. 2)
- Aleksandra Kowalicka – Yumemi Yumemite (odc. 2)
- Agata Góral –
  - Kirari Momobami
  - Ririka Momobami (część odcinków)
- Małgorzata Kozłowska – Sayaka Igarashi
- Karolina Bacia – Runa Yomotsuki
- Maciej Maciejewski – Jun Kiwatari
- Marta Burdynowicz – Nanami Tsubomi
- Bartosz Magdziarz – MC
- Dorota Furtak – Saori
- Anna Szpaczyńska – Yuriko Nishinotouin
- Marta Masza Wągrocka – Rei Batsubami
- Marta Markowicz – Miyo Inbami
- Dominika Kluźniak – Erimi Mushibami
- Michał Klawiter – Ibara Obami
- Julia Kołakowska-Bytner – Rumiya Uru
- Monika Pikuła – Kawaru Natari
- Sara Lewandowska – Inaho Yamato
- Justyna Bojczuk – Miroslava Honebami,
- Vanessa Aleksander – Terano Gotobami
- Weronika Łukaszewska – Miri Yobami
- Anna Szpaczyńska – Yuriko Nishinotoin
- Konrad Żygadło – Rin Obami
- Zuzanna Galia – Ririka Momobami (część odcinków)
- Joanna Pach – Ririka Momobami (część odcinków)
- Magdalena Dębicka – Siostra Yumeko
- Magdalena Kusa – Yumi Totobami
- Jadwiga Gryn – Sumika Warakubami
- Mateusz Narloch – Shinnōji (część odcinków)

Obsada dodatkowa:
- Karolina Gibowska
- Dawid Dziarkowski
- Aleksander Sosiński
- Paweł Wojtaszek
- Mateusz Weber
- Aleksandra Radwan

## Light novel
Light novel zatytułowana Kakegurui Trip, napisana przez Hikaru Muno (młodszego brata Kawamoto) i zilustrowana przez Naomurę, została opublikowana 22 sierpnia 2017 nakładem wydawnictwa Square Enix. Druga książka zatytułowana Kakegurui Joker, również napisana przez Muno i zilustrowana przez Naomurę, została wydana przez Square Enix 22 marca 2019.

## Film live action
W sierpniu 2018 roku ogłoszono powstanie adaptacji w postaci filmu live action. Za reżyserię odpowiadał Tsutomu Hanabusa, a za dystrybucję GAGA Pictures. W produkcji wystąpili ci sami aktorzy, co w dramacie telewizyjnym. Premiera w japońskich kinach odbyła się 3 maja 2019.
29 sierpnia 2020 zapowiedziano powstanie sequela. Za reżyserię ponownie odpowiadał Hanabusa, który napisał także scenariusz wraz z Minato Takano. Obsada z pierwszej części ponownie wcieliła się w swoje role. Premiera filmu odbyła się 1 czerwca 2021.

## Odbiór
Do lutego 2019 roku manga została wydrukowana w 5 milionach egzemplarzy.
Redakcja polskojęzycznego serwisu tanuki.pl wystawiła pierwszemu sezonowi anime ocenę 6.2/10, natomiast drugiemu ocenę 6.33/10.